# Hero Fiennes-Tiffin
Hero Beauregard Faulkner Fiennes-Tiffin (* 6. listopadu 1997, Londýn) je anglický herec, kterého proslavila role mladého Toma Marvola Raddla ve filmu Harry Potter a Princ dvojí krve z roku 2009.

## Život a kariéra
Narodil se v Londýně do režisérské rodiny Georgeovi Tiffinovi a Marthě Fiennes. Studoval na Emanuel School v Battersea. Je svobodný.[zdroj?] Má staršího bratra a mladší sestru. Jeho strýci jsou herci Ralph Fiennes a Joseph Fiennes.
Poprvé se před kamerou objevil ve filmovém dramatu Větší než Ben (2007). Následně získal roli ve filmu Harry Potter a Princ dvojí krve, kde ztvárnil jedenáctiletého Toma Raddla. V roce 2018 byl obsazen do hlavní role Hardina Scotta ve filmu After: Polibek a v roce 2020 stejnou roli ve filmu After: Přiznání.

## Filmografie
| Rok           | Název                                             | Role                | Poznámky            |
| ------------- | ------------------------------------------------- | ------------------- | ------------------- |
| 2007          | Větší než Ben                                     | Spartak             |                     |
| 2009          | Harry Potter a Princ dvojí krve                   | Tom Raddle (11 let) |                     |
| 2012          | Private Peaceful                                  | mladý Charlie       |                     |
| 2016          | Possession With Intent To Supply                  | Jack                |                     |
| 2017          | ERDEM X H&M The Secret Life of Flowers short film | Adam                | krátkometrážní film |
| 2019          | After: Polibek                                    | Hardin Scott        |                     |
| 2020          | The Silencing                                     | Brooks              |                     |
| 2020          | After: Přiznání                                   | Hardin Scott        |                     |
| 2021          | After: Tajemství                                  | Hardin Scott        |                     |
| 2022          | After: Pouto                                      | Hardin Scott        |                     |
| 2022          | Válečnice                                         | Santo Ferreira      |                     |
| 2022          | First Love                                        | Jim Albright        |                     |
| 2022          | The Loneliest Boy In The World                    | Hutch / Zombie      |                     |
| bude oznámeno | The Climb                                         | bude oznámeno       |                     |

### Televize
| Rok  | Název       | Role        | Poznámky |
| ---- | ----------- | ----------- | -------- |
| 2018 | V bezpečí   | Ioan Fuller | 6 dílů   |
| 2018 | The Tunnel  | Leo         | díl 3, 5 |
| 2019 | Cleaning Up | Jake        | 6 dílů   |

## Ocenění a nominace
| Rok  | Ocenění              | Kategorie                      | Nominovaný za  | Výsledek  |
| ---- | -------------------- | ------------------------------ | -------------- | --------- |
| 2019 | Teen Choice Awards   | nejlepší filmový herec (drama) | After: Polibek | vítězství |
| 2019 | Ischia Film Festival | Stoupající hvězda              |                | vítězství |